# Argia deami
Argia deami là một loài chuồn chuồn kim trong họ Coenagrionidae.
Argia deami được Calvert miêu tả khoa học năm 1902.